# Пелопоннесское восстание
Пелопоннесское восстание (также Морейское восстание, в западной литературе — Орловское восстание; греч. Ορλωφικά, тур. Orlov isyanı) — восстание, поднятое греками полуострова Пелопоннес против Османской империи в 1770 году. Подготавливалось и активно поддерживалось Российской империей. Начало восстания было приурочено к первой архипелагской экспедиции русского флота в ходе русско-турецкой войны (1768—1774).

## Предпосылки
После Второй морейской войны территория Пелопоннеса вновь оказалась в составе Османской империи. Возвращение Пелопоннеса турками ускорило распад военно-ленной системы хозяйствования, существовавшей на полуострове. На полуострове начал складываться класс крупных греческих землевладельцев. Начался рост сельскохозяйственного производства. Греческие товары (зерно, хлопок, табак, шелк-сырец, воск, меха, шкуры) имели устойчивый спрос в промышленно развитых странах Западной Европы. Торговля с европейскими странами осуществлялась, главным образом, через морские порты Османской Греции (Месолонги, Галаксиди, Салоники и Янина). В это же время в руки греков начинает переходить большая часть внутренней торговли и перевозок в Македонии, Эпире, Фессалии и западном побережье Центральной Греции.
В то же время, возрастает конкуренция греческих купцов с иностранными торговцами. Существовавший в Османской империи режим капитуляций являлся дискриминационным по отношению к местным купцам. Если таможенная пошлина для иностранных купцов была установлена на уровне 3 %, то для подданных султана она равнялась 5 %. Кроме того, если иностранные купцы платили пошлину лишь однажды при пересечении границы Османской империи, то местные жители были вынуждены платить пошлину при посещении каждого турецкого порта. В это время всё чаще посещавшие Западную Европу греческие купцы отмечали почти полное отсутствие гарантий частной собственности для купеческого сословия в Османской империи. Наконец, относившиеся к немусульманскому сословию империи (Райя), греки находились в более уязвимом и угнетаемом положении.
Экономический рост Османской Греции в XVIII веке, расширение её связей с христианскими европейскими государствами, одновременно с существующими в Османской империи дискриминационными законами в отношении христианского населения, способствовало созданию предпосылок для национально-освободительного восстания среди греков Пелопоннеса.
Османам так и не удалось утвердить свою власть над некоторыми горными районами Греции, которые продолжали оказывать сопротивление турецким войскам. Особое место среди этих очагов сопротивления занимала горная область Пелопоннеса — Мани.

## Подготовка восстания
В 1760-х годах Россия начала проявлять интерес к региону Средиземного моря и к положению христианских народов под властью Османской империи. Во второй половине XVIII века южную Греции и острова Эгейского моря посетили несколько российских агентов: молдаванин, владевший турецким языком, Хаджи-Мурат, венецианский грек Иван Петушнин, будущий русский посол в Константинополе Василий Томара, который вёл разведку под прикрытием археологических изысканий.

В 1763 году тогдашний фаворит Екатерины II Григорий Орлов по своей частной инициативе отправил в Грецию двух эмиссаров — греческого купца из Петербурга Мануила Саро и поручика артиллерии Георгия Папазоли, для того, чтобы прощупать настроения маниотов и других греков, на случай возможной войны с Османской империей. Ещё по дороге в Грецию, в Италии они познакомились с купцом с острова Кефалиния Иваном Палатино. Показав ему грамоту Екатерины II на греческом языке, в которой говорилось «Ея Императорское Величество, ревнуя о благочестии, желает стенящий под игом варварским православный народ избавить, посылает от себя ево, Папазола, чтоб уверил о всевысочайшей к ним милости и покровительстве, а притом изведал бы о желании и состоянии сих народов», они вместе с Палатино отправились в Морею. Подвергнувшиеся по пути нападению триполитанских корсаров и спасшиеся благодаря И. Палатино, который отдал им свои документы, они прибыли в Морею, где развернули активную деятельность. Они посетили Ксеромеро, Химару, Мани, где М. Саро встретился с одним из главных капитанов маниотов Георгием Мавромихалисом и крупнейшим морейским землевладельцем Панайотисом Бенакисом. Везде русские эмиссары собирали информацию о возможности восстания христианских народов против турецкого владычества. Вернувшись в мае 1765 года в Санкт-Петербург М. Саро составил отчёт, в заключении которого указал:
По моему усердию, смею представить и о том, чтоб отправить в Средиземное море (Архипелоус тоже) против турок десять российских военных кораблей, и на них нагрузить пушек довольное число. Где, коль скоро бы завидели греки толь великое множество, сообщились с российскими греческий немалые суда. Только б удовольствованы были пушками, ибо они теми недостаточны. Об них же можно сказать, что они народ смелой и храброй
Сообщения российских эмиссаров, этнических греков, создавали преувеличенное представление о силе народного сопротивления иноземным поработителям, что отрицательно сказалось на подготовке Архипелагской экспедиции российского флота.

В начале 1768 года значительно обострились русско-турецкие отношения. В Санкт-Петербурге началось активное обсуждение возможности привлечения греков к борьбе против турок. Противником подобной инициативы оказался глава русской внешней политики Никита Панин. Однако в конце концов Екатерина принимает сторону братьев Орловых. Весной 1768 года она направляет в Венецию в качестве поверенного в делах России при Венецианской республике и итальянских дворах маркиза Пано Маруцци, в том числе поручив ему информировать русское правительство о положении дел в подконтрольных Османской империи христианских землях. Наконец, тогда же, ранней весной 1768 года, под видом лечения, в Италию с тайной миссией отправляется Алексей Орлов. Его сопровождает брат Фёдор и два офицера, один из которых вскоре оказался в Черногории, где попытался провести набор воинских отрядов, предназначенных поддержать российские операции в Средиземноморье. Оказавшись в Италии в окружении греко-эмигрантов Алексей Орлов преувеличил возможности и силу морейских греков в борьбе против османского правительства. Так, он писал своему брату Григорию:
Труда же для меня, по-видимому, как мне кажется, очень мало стоить будет привесть этот народ против турчан и чтоб они у меня в послушании были. Они храбры, любят меня и товарищей моих много за единоверие; все повеленное мною хотят делать
Деятельность русской агентуры не ограничивалась только Пелопоннесом, но и распространялась также и на Черногорию, Албанию и Дунайские княжества, где русские агенты подбивали местное население к восстанию.
В начале ноября 1768 года, ещё до подписания манифеста об объявлении войны, Григорий Орлов высказал предложение послать эскадру к берегам Эгейского моря, поднять и поддержать восстание проживавших там православных народов против турок. Существует мнение, что идея впервые была высказана будущим руководителем экспедиции графом Алексеем Орловым, братом Григория, а Григорий лишь поддержал её и донёс до Екатерины.
12 (23) ноября 1768 года на заседании Совета Григорий Орлов уже обстоятельно изложил своё мнение об экспедиции в Средиземное море. Предложение было принято. Алексей Орлов был назначен командующим экспедицией в должности генерала-аншефа.

### О целяхАрхипелагской экспедиции
Алексей Орлов писал Григорию о задачах подобной экспедиции и войны в целом: 
Если уж ехать, то ехать до Константинополя и освободить всех православных и благочестивых от ига тяжкого. И скажу так, как в грамоте государь Пётр I сказал: а их неверных магометан согнать в степи песчаные на прежние их жилища. А тут опять заведется благочестие, и скажем слава Богу нашему и всемогущему
 При внесении проекта экспедиции в Совет при императрице Григорий Орлов формулировал своё предложение так:
послать, в виде вояжа, в Средиземное море несколько судов и оттуда сделать диверсию неприятелю
В. Уляницкий обратил внимание, что организаторы и идеологи архипелагской экспедиции постоянно колебались относительно её назначения. Если Орловы действительно стремились прежде всего к освобождению христианских народов и объединению их под российским протекторатом, то Екатерина изначально рассматривала посылку флота и подготавливаемые восстания во вражеском тылу скорее как военную диверсию и писала И. Г. Чернышову: 
Я турецкую империю подпаливаю с четырех углов

Однако по мере продвижения флота к берегам Греции Екатерина стала озвучивать более серьёзные планы. Так, в царском манифесте от 19 (30) января 1769 года говорилось: 
Наше удовольствие будет величайшее видеть христианские области из поносного порабощения избавляемые и народы, руководством нашим вступающие в следы своих предков, к чему мы и впредь все средства подавать не отречемся, дозволяя им наше покровительство и милость, для сохранения всех тех выгодностей, которые они своим храбрым подвигом в сей нашей войне с вероломным неприятелем одержат

А в грамоте от 29 января (9 февраля) 1769 года уточнялось:
Ударяйте уже на общаго нашего врага согласными сердцами и совокупными силами, — призывала императрица, — продолжая и простирая ополчение и победы ваши даже до самого Константинополя… Изжените оттуда остатки агарян со всем их злочестием и возобновите православие в сем ему посвященном граде! …Настал к тому час удобный, ибо вся громада неверных будет в удалении в нашей стороне и там совершенно упражняема дарованными нам от Бога силами. Кроме того, что число благочестивых обывателей как на твердой земле, так и на островах Архипелага несравненно везде превосходит число неверных и что они, без сомнения, с охотою и радостию к подвигу вашему приобщаясь, силы ваши собою и имуществом своим гораздо умножать будут, обещаем мы вам всем всякое от нас по дальности мест возможное подкрепление и вспомоществование…

Тогда же у Екатерины появляются надежды получить постоянную военно-морскую базу для российского флота в Средиземном море:
хотя б и ничего иного не сделали, то бы тем самым вы много для переду предуспели, если б доставили России в руки порт в тамошнем море, который стараться будем при мире удержать… Под видом же коммерции он всегда будет иметь сообщение с нужными народами во время мира, и тем, конечно, сила наша не умалится в тамошнем краю

## Действия русских войск

### Спартанские легионы
17 (28) февраля 1770 года эскадра адмирала Г. А. Спиридова в составе трёх линейных кораблей («Евстафий», «Три святителя» и «Иануарий»), и двух фрегатов («Соломбал» и «Летучий») прибыла к берегам Мореи. 18 февраля эскадра бросила якорь в порту Витула, где её ожидал нанятый Алексеем Орловым 36-ти пушечный венецианский фрегат «Св. Николай». На борту эскадры находилось 2500 человек.

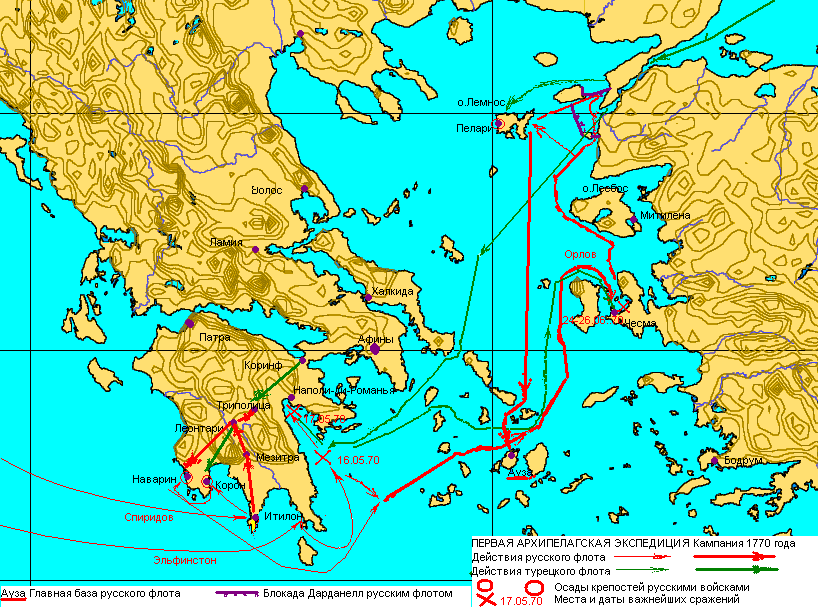
Действия русских войск и флота в 1770 году

20 февраля Фёдор Орлов освятил в местном монастыре греческие знамёна и привёл к присяге на верность союзу с Россией греческих добровольцев. Греки были разделены на два легиона (Спартанские легионы): Восточный и Западный, которые незамедлительно приступили к боевым действиям.

#### Действия восточного легиона
Восточный легион под командой капитана Баркова и лейтенанта Псаро, грека родом с острова Миконос, в составе 10 русских солдат и около тысячи греческих добровольцев 22 февраля (4 марта) отправился к Мистре. Разбив 26 февраля (8 марта) по пути турецкий отряд численностью около тысячи человек у деревни Бердани, отряд 27 февраля (9 марта) прибыл к Мистре и после 9-дневной осады взял крепость в которой находился двухтысячный турецкий гарнизон. Греки устроили в Мистре страшную резню, бросая с минаретов даже маленьких детей. Эта жестокость греков значительно осложнила последующие действия союзников в Мореи, воодушевив турок к упорному сопротивлению.
Оставив в Мистре отряд в пятьсот человек, Барков с остальными силами 26 марта (6 апреля) выступил и без боя овладел Леонтари, где его ожидало посланное графом Орловым подкрепление в 27 человек с двумя пушками. Сюда стали стекаться к Баркову и греки и к концу марта в восточном легионе было уже 8 тыс. человек.
Однако, 29 марта (9 апреля) в районе Триполицы в Аркадии совместный отряд из около 600 русских и более 7 тыс. греческих повстанцев потерпел поражение от турок под командованием Мухсинзаде Мехмеда-паши, потеряв около 2 тыс. человек, и был вынужден отойти к Мистре, а вскоре оставить и её. После ухода русских войск город был захвачен и разорён албанскими отрядами.

#### Действия западного легиона
В это же время западный легион под командованием князя Петра Долгорукова в состав которого входили 10 русских солдат овладел Каламатой и Аркадией, взяв в плен около 2000 турок, и очистил от турок всю Мессинию.

### Осады крепостей

#### Осада Короны
Пока действовали спартанские легионы, адмирал Спиридов стал искать место опорной базы для русского флота. Выбор пал на крепость Корон. 1 марта недалеко от неё был высажен десант, насчитывающий 587 человека под командованием Фёдора Орлова. К отряду присоединились 2000 греков-добровольцев. Под прикрытием корабельной артиллерии войска начали возводить батареи. Не имея достаточных сил для штурма крепости греко-русские силы приступили к долговременной осаде и строительству подземной галереи для подведения мины под крепостную стену.
25 марта к Короне прибыла русская эскадра под командованием контр-адмирала Ельманова с линейным кораблём «Европа».
2 апреля турки разрушили законченную подземную галерею и шансы на овладение Короной были сведены на нет. Прибывший 14 (25) апреля из Италии в Морею, Алексей Орлов распорядился снять осаду крепости, тем более что к тому времени пал Наварин. 13 апреля войска отступили от Короны.

#### Взятие Наварина

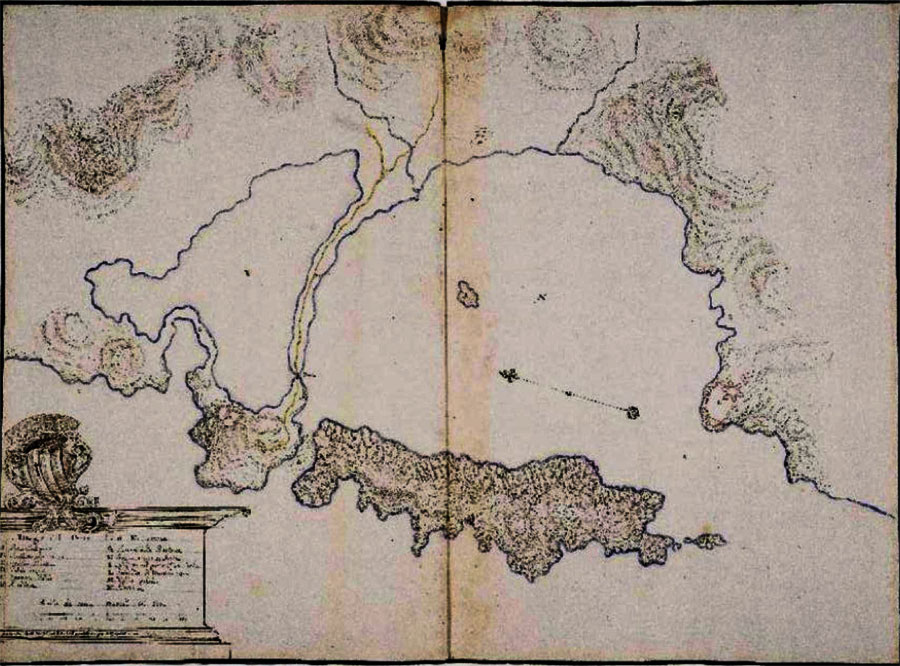
Карта Наваринской бухты начала XVIII века

После соединения двух эскадр 29 марта два корабля («Иануарий», «Три святителя») и фрегат («Святой Николай») под общим командованием И. А. Ганнибала были отправлены для осады Наварина.
Действия против Наварина начались 30 марта (9 апреля), русские корабли были встречены с крепости сильным огнём. Войдя в залив русские корабли остановились на якоре в пушечном расстоянии от города. На возвышенном месте находящемся с восточной стороны города была немедленно построена 8-пушечная батарея из орудий 24-фунтового калибра; а другая батарея из 2-х также 24-фунтовых пушек была устроена на высоте, лежащей при входе в залив с западной стороны. Огонь с батарей был настолько силён, что в стене крепости образовался весьма значительный пролом. В это время к десанту присоединился пришедший сюда ещё раньше из Аркадии Западный легион под командованием князя Долгорукого. Турецкий губернатор приказал сдать город, 10 (21) апреля русские заняли Наварин. В крепости были найдены 7 знамён, 42 медные пушки, 3 мортиры, 800 пудов пороха и другие припасы. Наваринская бухта временно стала базой русского флота. Бухта была очень удобной для стоянки флота, она была надёжна защищена от штормов выступающим мысом.

#### Осада Модона

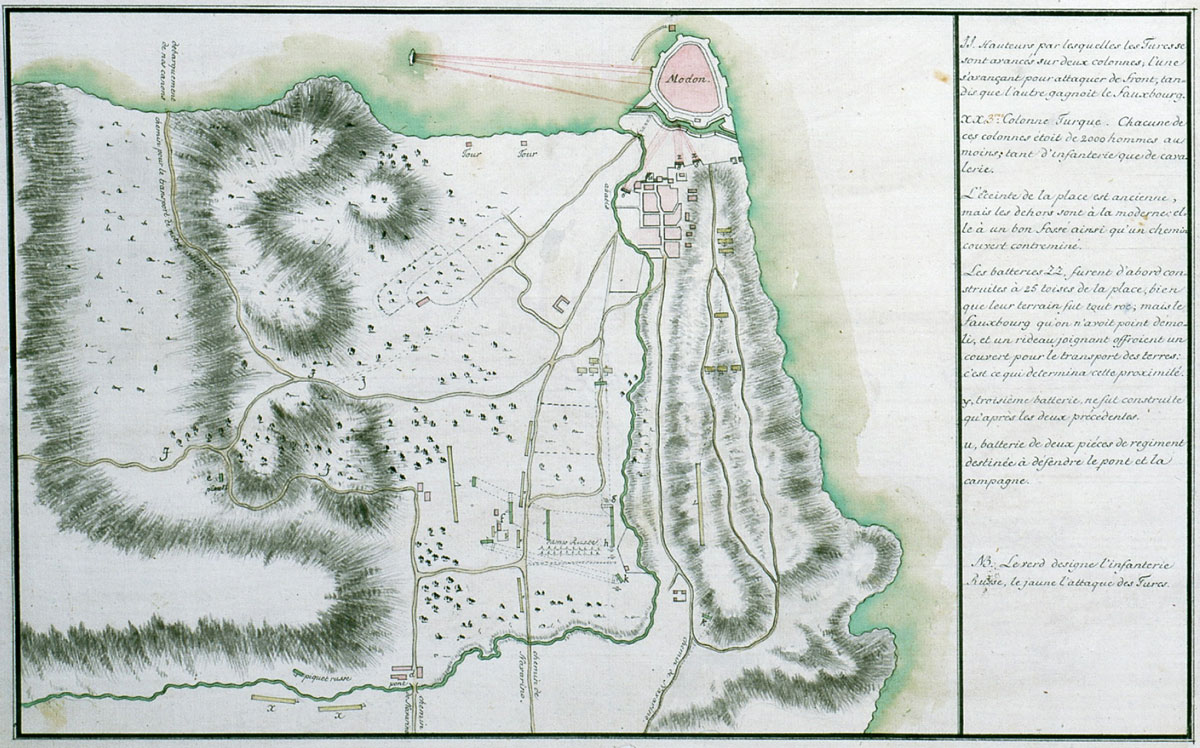
Карта осады русскими войсками крепости Модон в апреле-мае 1770 года (на французском языке)

Невозможно было обустроить долговременную базу в Наваринской бухте без контроля над ближайшей к Наварину крепостью Модон (Метони).
В связи с этим для захвата Модона Орлов отправил 18 (29) апреля князя Юрия Долгорукова с отрядом в 1300 человек (в основном греков и албанцев) с 4 пушками и двумя единорогами. Расчёт на внезапность нападения на крепость не оправдался, турки были предупреждены разведчиками и приготовились к обороне. Для осады крепости с моря Орлов отправил Грейга на линейном корабле «Трёх Иерархов» и с двумя фрегатами «Святой Николай» и «Надежда Благополучия». С кораблей на берег перевезли 22 крупных орудия и устроили две батареи на берегу и ещё одну на острове, расположенном к востоку от крепости. С 29 апреля (9 мая) по 5 (16) мая русские постоянно обстреливали крепость, в результате в ней образовалась значительная брешь.
Но 3 (14) мая к Модону приблизились 2000 янычар, посланных Муссин-заде из-под Триполицы. Против них Долгоруков выставил заслон из недисциплинированых греческих повстанцев. При первом натиске неприятеля греческие отряды дрогнули; русский десант держался ещё около 5 часов, но бороться против 8 тысяч турецких войск он не смог. Турки овладели береговой батареей, русский отряд отступил к Наварину. При отступлении десантом были потеряны все орудия, убито было свыше 200 человек (в том числе 5 офицеров), ранено более 300 (в том числе генерал-майор князь Долгоруков и 16 офицеров). На следующий день после ухода десанта перешли в Наварин и участвовавшие в осаде Модона суда.
После этого турецкий отряд направился к Наварину и осадил крепость. 20 (31) мая турки взорвали водопровод. Из-за военной слабости союзных греческих повстанцев в Морее, проблем с питьевой водой и уязвимости с суши базы русского флота со стороны приближающейся из под Мизитры сильной турецкой армии Орлов принял решение полностью перенести боевые действия в Эгейское море и 23 мая (3 июня) взорвал крепость в Наварине. Русские войска оставили Морею.

## Действия повстанцев
Первые успехи спартанских легионов и русских войск вызвали большое воодушевление у греков Мореи. Новые очаги восстания, которые возглавили коджабаши и епископы, вспыхнули по всему полуострову. Пока русские войска осаждали Корону и Наварин жители Ионических островов Занте (Закинф), Корфу (Керкира) и Кефалиния напали на Патры и после 20-дневной осады взяли город и практически полностью уничтожили его. В руках повстанцев оказался портовый город западного побережья Месолонги. Численность восставших превысило 10 тысяч. Под предводительством Даскалоянниса вспыхнуло восстание на Крите, где выступили против турок горцы Сфакии. Вспыхнуло восстание в Эпире, где число восставших превысило 24 тысячи. В горных областях Фессалии и Македонии начали регулярные вылазки клефты. Значительный отряд македонских греков с боем прошёл через Коринфский перешеек и присоединился к морейским грекам. Начались волнения и на севере — в Сербии, Черногории и Далмации.

## Разгром повстанцев
Мустафа III был очень обеспокоен положением в Морее. По его приказу с Дунайского театра военных действий была отозвана крупная часть резерва. Это способствовало успехам русской армии, возглавляемой генерал-фельдмаршалом П. А. Румянцевым, на севере. Прибывшие на Пелопоннес албанские войска, не встречая сопротивления, очистили от повстанцев Мессалонги, Патры и Анжелику, где вырезали практически всё население.
Несмотря на эвакуацию русских войск из Мореи, греки не прекратили борьбу. Вскоре они взяли Гостуны, где находился турецкий гарнизон численностью 650 человек. Отряд македонян численностью 5000 человек захватил Коринф и пресек сообщение турок в Мореи с Эпиром, Албанией и Македонией.
Однако успехи повстанцев носили временный характер. Вскоре турки заняли большую часть Пелопоннеса и вторглись в Мани.
В решающем сражении между 40000-м турецким и 12000-м греческим войском греки нанесли туркам решительное поражение. Вскоре после битвы греки захватили крепость Арт и сохранили контроль над Мани.
В остальной части Мореи продолжали сражаться остатки легионов, возглавляемые Стефаном Мавромихали и Антонием Псаро. Но вскоре в неравной битве с янычарами отряд А. Псаро был разбит. Такая же судьба постигла и отряд С. Мавромихали. Те, кому удалось выйти из окружения и благополучно достичь берега, были взяты на корабли подошедшей русской эскадры. За спасение знамени легионов Антоний Псаро был награждён орденом Св. Георгия 4-го класса.
После разгрома А. Псаро и С. Мавромихали многие участники восстания ушли в горы и там продолжили борьбу за свою независимость. И если на побережье янычары восстановили порядок довольно быстро, то в горных районах Пелопоннеса их присутствие долгое время было чисто символическим. Повстанцы, контролируя ключевые крепости (Триполис и Мистрас), могли не особенно беспокоиться о судьбе Мани.

## Причины поражения
Основными причинами провала восстания была недооценка русским командованием силы турок в Греции и переоценка ими греческих повстанцев. Между тем повстанцы, несмотря на их многочисленность, были слабо организованы и плохо вооружены. Немногочисленные русские войска не смогли организовать снабжение греческих повстанцев оружием, боеприпасами, организовать их обучение.

Кроме того, даже имевшиеся в распоряжение русского командования силы использовались крайне нерационально. Вместо того чтобы подкрепить силы, действовавшие во внутренних районах Мореи, русские войска, вместе с наиболее боеспособными из греков — маниотами, — безуспешно осаждали турецкие крепости на юге Мореи. Как позднее признавал сам Алексей Орлов:
...нужно было начать с того, чтобы утвердиться во внутренности Морей; береговые крепости пали бы тогда сами собою, ибо русский флот преграждал бы им сообщение с морем, а турецкий флот не был ещё снаряжен и находился в Константинополе и Дарлинеллах

## Итог
Поражение восстания имело тяжелые последствия для населения Пелопоннеса. Эта богатая греческая провинция подверглась опустошению, многие её жители стали жертвами насилий и террора. Были разрушены и разграблены многие города, сожжены тысячи оливковых и тутовых деревьев, остались необработанными поля. Спасая свою жизнь, тысячи греков укрылись в горах, бежали на острова и даже в Малую Азию. В целом, по подсчетам греческого исследователя М. Сакеллариоса, было убито, продано в рабство или покинуло страну 40 тыс. человек — или около 15 % всего тогдашнего греческого населения Мореи.
В то же время, несмотря на тактическое поражение, войска А. Г. Орлова выполнили свою главную задачу: они отвлекли на себя удар значительной части турецкой армии, дав тем самым возможность П. А. Румянцеву успешно провести наступление на Дунае.

## Оценка в русской литературе
Всю вину за поражение восстания А. Г. Орлов пытался взвалить на греков. Он писал Екатерине II:
Здешние народы льстивы, обманчивы, непостоянны, дерзки, трусливы, лакомы к деньгам и добыче, так что ничто удержать не может их к сему стремлению. Легковерие и ветреность, трепет от имени турок суть не из последних также качеств наших единоверцев

С подачи Алексея Орлова и Екатерина сочла греков виновниками поражения в Морее:
Когда морейские греки столь худо подражали примеру храбрости, мужества и твердости, коим вы обще руководствовались, и не хотели извлечь себя из-под ига порабощения, их собственным духом робости, неверности и обмана над ними сохраняемого; то вы весьма благоразумно и прозорливо сделали, что, оставя их собственному жребию, обратили соединенные наши морские силы на преследование морем неприятеля

Однако русские историки не согласились с объяснением А. Г. Орлова о причинах неудачи действий в Морее. С. М. Соловьев отверг обвинение греков в трусости:
Греки, с которыми имел дело Орлов, не были трусами, но при условиях своего быта они не были способны к наступательному движению, к битвам в чистом поле; они были храбры, неодолимы в войне оборонительной, при защите искусственных или природных укреплений
По словам же В. А. Уляницкого, для Екатерины II греки являлись только орудием её военных планов, и вся экспедиция была, в сущности, результатом увлечения.

## Оценка в греческой и европейской литературе
Греческие историки не принимают во внимание объяснения А. Г. Орлова, считают, что Пелопоннесское восстание было отвлекающими военными действиями в русско-турецкой войне, оплаченными греческой кровью, подчёркивают, что у восстания не было объективных предпосылок для успеха, что русско-греческие силы были малыми, без плана и организации, но несмотря на это считают восстание рубежом для последующих событий, вплоть до Греческой революции 1821 года.
Английский историк Дуглас Дакин пишет, что до французской революции и наполеоновских войн надежды греков на помощь в освобождении были обращены к единоверной России. Это способствовало деятельности российских агентов, которые вели пропаганду среди греков о возрождении Византийской империи. Среди них был Георгиос Папазолис, русский офицер от артиллерии, родом из городка Сьятиста, Западная Македония. Именно он, с братьями Орловыми, разработал оптимистический план восстания на Пелопоннесе, для содействия военных операций России против Турции в 1769 году. Согласно Дугласу Дакину, Папазолис был скорее горячим греческим патриотом, нежели агентом на службе российских интересов. Для того чтобы ускорить события он заверил императрицу Екатерину о готовности маниатов поддержать действия русских и подделал подписи их вождей, в то время как в действительности маниаты заявили ему, что они не в состоянии вести военные действия за пределами своих гор. Таким образом с появлением немногочисленных российских кораблей у берегов Пелопоннеса в феврале 1770 года, удалось сформировать только 2 легиона с ограниченным числом, в 200 и 1200 бойцов соответственно. Сам Папазолис сконцентрировал свои усилия на клефтах и арматолах горы Олимп и своей родной Македонии, с целью оказать с севера помощь Пелопоннесу. Но силы русских, против ожиданий греков, были незначительны, а силы греческих повстанцев не соответствовали обещаниям Папазолиса русским. Последние недели восстания Дакин описывает следующим образом: «Хотя русские сделали Наварин своей базой, тысячи греческих беженцев прибывших сюда, чтобы избежать резни нашли ворота его крепостей закрытыми».
Последующие события современный греческий историк А. Вакалопулос описывает следующим образом: «неудачи повстанцев и их постоянные трения с русскими, вынудили последних сесть на корабли и оставить греков на произвол их разъяренных врагов». Подавление восстания было предоставлено иррегулярным албанцам, которые со временем стали терроризировать не только греческое, но и турецкое население. Греческое и турецкое население Пелопоннеса обратилось совместно к султану о избавлении от этого бича и наконец, почти через 10 лет, в 1779 году султан приказал капудану паше Хасану очистить Пелопоннес от иррегулярных албанцев.
Русско-турецкая война 1768—1774 годов завершилась подписанием 10/21 июля 1774 года Кючук-Кайнарджийского мирного договора, который Вакалопулос называет «настоящим подвигом российской дипломатии», поскольку он давал право России вмешиваться во внутренние дела Османской империи.
Печальный результат «национальной перипетии» 1770 года и её трагические результаты потрясли души греков, поколебали их ориентацию на Россию и разочаровали многих. Одним из них был Косма Этолийский, который стал ориентировать греческую нацию на новые идеалы, сделав предпосылкой для освобождения поднятие морального и духовного уровня греческого народа.
Результатом восстания стал и исход греческого населения, в основном из Пелопоннеса и Архипелага, и создание греческих общин на новых территориях юга России и в Австро-Венгрии. Греческий историк Д. Фотиадис пишет, что было бы неправильным считать что в результате этого восстания Греция расплатилась кровью ничего не выиграв. Фотиадис также упоминает Кючук-Кайнарджийский мирный договор, полученное Россией право вмешиваться в защиту православного населения и подчёркивает, что право полученное кораблями греческих судовладельцев нести российский флаг, стало одним из основных факторов становления греческого флота, сыгравшего важную роль в греческой войне за независимость 1821—1829 годов.
В последующей русско-турецкой войне отвлекающие военные действия в Архипелаге взял на себя Ламброс Кацонис с его греческими моряками, при содействии клефтов, которыми командовал Андруцос, Андреас. 9 января 1792 года Россия подписала Ясский мирный договор. Возмущённый тем, что в очередной раз, решив свои задачи, Россия бросила греков, Кацонис продолжил войну сам. Таким образом Пелопоннесское восстание 1770 года и военные действия греков в Архипелаге 1789—1793 г.г. лишили греков иллюзий о иностранной помощи, предопределили их ориентацию на свои силы, результатом чего стала Греческая революция 1821 года.